# Chalan Bil
Chalan Bil és un llac semblant a una maresma, al nord-oest Bangladesh.
El principal alimentador del llac és el riu Atrai, que després surt per la zona sud-est i corre per arribar al Brahmaputra. Les terres del sud i est que abans feien part de la maresma foren assecades. Hi ha pesca abundant.